# Зулцфелд (Баден)
Зулцфелд (њем. Sulzfeld) општина је у њемачкој савезној држави Баден-Виртемберг. Једно је од 32 општинска средишта округа Карлсруе. Према процјени из 2010. у општини је живјело 4.671 становника. Посједује регионалну шифру (AGS) 8215082.

## Географски и демографски подаци
Зулцфелд се налази у савезној држави Баден-Виртемберг у округу Карлсруе. Општина се налази на надморској висини од 204 метра. Површина општине износи 18,8 km². У самом мјесту је, према процјени из 2010. године, живјело 4.671 становника. Просјечна густина становништва износи 249 становника/km².

## Међународна сарадња
| Мјесто | Држава    | Врста сарадње | Од    |
| ------ | --------- | ------------- | ----- |
|        | САД       | партнерство   | 1975. |
| Авиз   | Француска | партнерство   | 1967. |
| Извор  |           |               |       |